# Gossypariella siamensis
Gossypariella siamensis är en insektsart som först beskrevs av Takahashi 1942.  Gossypariella siamensis ingår i släktet Gossypariella och familjen filtsköldlöss. Inga underarter finns listade i Catalogue of Life.